# David Lopato
David Lopato (* 1954 in Brooklyn, New York City) ist ein amerikanischer Musiker (Piano, Komposition), der sowohl im Bereich des Jazz als auch der Neuen Musik hervorgetreten ist.

## Leben und Wirken
Lopato studierte Komposition an der Yale University, wo er Anfang er 1970er Jahre mit dem Bachelor abschloss. Dann absolvierte er ein Perkussionsstudium (u. a. afrikanische Trommeln) am California Institute of the Arts und vertiefte für ein Jahr an der Akademie Seni Krawitan Indonesia in Surakarta als Fulbright-Stipendiat seine Expertise auf dem javanischen Gamelan.
Als Pianist hat Lopato mit Ray Anderson, Dave Liebman, Joe Lovano, Mark Helias (Attack the Future, 1992), Jane Ira Bloom, Gerry Hemingway, Lenore Von Stein, Wadada Leo Smith, Steve Gorn und Steve Reich zusammengearbeitet. Obwohl sein Hauptinstrument das Klavier ist, hat ihn sein Interesse an exotischeren Klangfarben dazu veranlasst, neue Techniken zur Präparierung des Klaviers zu erforschen, aber auch andere Schlaginstrumente und Elektronik in seine Arbeit einzubeziehen.
Lopato präsentierte seine eigenen, von diesen Erfahrungen beeinflussten Kompositionen als Solist und als Leiter eigener Gruppen (Trio, Quintett, Tentett) in zahlreichen Ländern. Zu seinen Aufnahmen unter eigenem Namen gehören Giant Mbira, Inside/Outside, The Standard Line (mit David Mott) und Many Moons. Zuletzt erschien 2017 sein Doppelalbum Gending for a Spirit Rising, eine Aufnahme Gamelan-beeinflusster Musik mit großem Ensemble. Seine Werke wurden vom Westdeutschen Rundfunk, dem Niederländischen Rundfunk, Radio France sowie dem National Public Radio aufgeführt, aber auch bei deSingel, im Stedelijk Museum, im Kröller-Müller Museum, im Museum of Modern Art, dem Kitchen Center und beim Vancouver Jazz Festival.
Lopato hat auch Musik für Fernsehen, Film und Werbung verfasst sowie Werke für Ballett und Theater. Er hat mit der Dichterin Ruth Danon und dem niederländischen Künstler Roland Schimmel (* 1954) zusammengearbeitet. Ihr Gemeinschaftswerk Blind Spot für computergenerierte Animation und Audio wurde 2005 auf der Kleurbeurs-Ausstellung in der Beurs van Berlage in Amsterdam präsentiert.
Darüber hinaus war Lopato zwischen 1990 und 2010 Produzent der Konzertreihe InHouse in Downtown Manhattan. Seit 1991 unterrichtet er an der New School for Jazz and Contemporary Music, zwischen 2007 und 2013 lehrte er zudem an der Montclair State University. Außerdem verfasste er das Buch Take Alternate Routes, das 2009 erschien. As Komponist hat er mehrere Stipendien des National Endowment for the Arts sowohl für Jazz als auch für klassische Musik erhalten. Darüber hinaus erhielt er Förderstipendien vom New York State Council on the Arts, der New York Foundation for the Arts, dem Beards Fund und von Meet the Composer.